# Preserved
Preserved è un video in formato VHS pubblicato dal gruppo inglese Status Quo nel 1987.

## Il VHS
Questa video cassetta raccoglie alcuni successi degli anni settanta e ottanta.

## Tracce
1. Whatever You Want
2. Rockin' All Over The World
3. What Your Proposing
4. Down Down
5. Don't Waste My Time
6. Hold You Back

## Formazione
- Francis Rossi (chitarra solista, voce)
- Rick Parfitt (chitarra ritmica, voce)
- Andy Bown (tastiere)
- Alan Lancaster (basso, voce)
- Peter Kircher (percussioni)